# تكامل أويلر
في الرياضيات، تكامل أويلر (بالإنجليزية: Euler integral)‏ هو تكامل يشير إلى أحد التكاملين التاليين:
1. تكامل أويلر من النوع الأول: دالة بيتا
{\displaystyle \mathrm {\mathrm {B} } (x,y)=\int _{0}^{1}t^{x-1}(1-t)^{y-1}\,dt={\frac {\Gamma (x)\Gamma (y)}{\Gamma (x+y)}}}
2. تكامل أويلر من النوع الثاني: دالة غاما
{\displaystyle \Gamma (z)=\int _{0}^{\infty }t^{z-1}\,e^{-t}\,dt}